# Eparquia de Satna
A Eparquia de Satna (Latim:Eparchia Satnensis) é uma eparquia pertencente a Igreja Católica Siro-Malabar com rito Siro-Malabar. Está localizada na cidade de Satna, no estado de Madia Pradexe, pertencente a Arquidiocese de Bhopal na Índia. Foi fundada em 1968 pelo Papa Paulo VI como um exarcado, sendo elevado a eparquia em 1977. Com uma população católica de 2.826 habitantes, sendo 0,0% da população total, possui 25 paróquias com dados de 2018.

## História
Em 29 de julho de 1968 o Papa Paulo VI cria através do território da Diocese de Jabalpur o Exarcado Arquiepiscopal de Satna. Em 1977 o exarco é elevado a Eparquia de Satna. Desde sua fundação em 1968 pertence a Igreja Católica Siro-Malabar, com rito Siro-Malabar.

## Lista de eparcas
A seguir uma lista de bispos desde a criação do exarco em 1968.
|                  | Nome                        | Período          | Notas                         |
| Eparcas de Satna | Eparcas de Satna            | Eparcas de Satna | Eparcas de Satna              |
| ---------------- | --------------------------- | ---------------- | ----------------------------- |
| 3º               | Joseph Kodakallil           | 2015 - atual     |                               |
| 2º               | Mathew Vaniakizhakkel, C.V. | 1999 - 2014      |                               |
| 1º               | Abraham D. Mattam, C.V.     | 1977 - 1999      |                               |
| Exarca de Satna  |                             |                  |                               |
| 1º               | Abraham D. Mattam, C.V.     | 1968 - 1977      | Nomeado eparca dessa eparquia |